# 4 novembre 2002
Le lundi 4 novembre 2002 est le 308e jour de l'année 2002.

## Décès
- Antonio Margheriti (né le 19 septembre 1930), cinéaste italien
- Dafna Eilat (né le 19 juin 1938), compositrice de chansons, parolière et traductrice israélienne
- Dominique de La Martinière (né le 25 octobre 1927), personnalité française du monde des affaires et de la politique
- Juan Araújo Pino (né le 24 novembre 1920), joueur de football espagnol

## Événements
- En France, du 4 au 25 novembre, dans le cadre de l'Affaire Elf, procès devant la Cour d'appel de Paris, de Roland Dumas, Christine Deviers-Joncour, Gilbert Miara, Loïk Le Floch-Prigent et Alfred Sirven. Jugement prévu pour le 25 janvier 2003.
- En Argentine, marche sur la place de Mai à Buenos Aires pour réclamer de la nourriture pour les enfants pauvres. Selon la CTA, toutes les 25 minutes un enfant meurt à cause de la pauvreté.
- En Israël, attentat-suicide palestinien dans un centre commercial de Kfar-Saba, au nord-est de Tel Aviv-Jaffa : un israélien tué et trente blessés.
- Découverte de (114156) Eamonlittle
- Iron Maiden sort un coffret Beast Over Hammersmith comprenant Eddie's Archive et Edward the Great
- Sortie de la chanson In This World de Moby
- Sortie du jeu vidéo Ratchet and Clank